# Selección de waterpolo de Japón
La selección de waterpolo de Japón es el equipo formado por jugadores de nacionalidad japonesa en las competiciones internacionales de waterpolo.
En el 2019 participó en el Campeonato Mundial de Natación de 2019.